# سیارک ۱۷۶۷

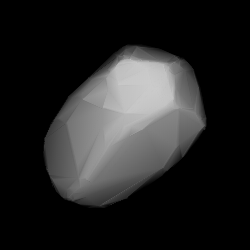
مدل سه‌بُعدی سیارک ۱۷۶۷ بر طبق منحنی نور آن

سیارک ۱۷۶۷ (به انگلیسی: 1767 Lampland، نامگذاری:1962RJ) هزار و هفتصد و شصت و هفتمین سیارک کشف شده‌است که در ۷ سپتامبر ۱۹۶۲ کشف شد.
قدر مطلق سیارک برابر ۱۲٫۲۰ است.